# Saúl Ubaldini

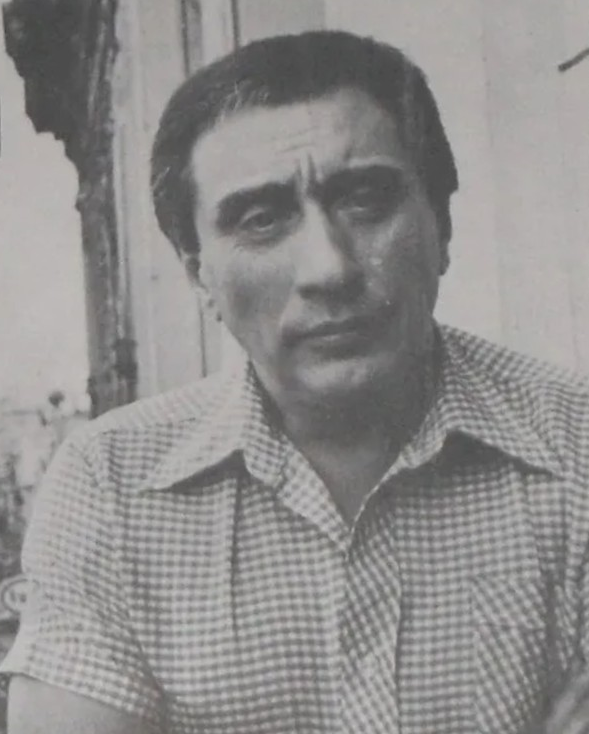
Saúl Ubaldini (1982)

Saúl Edólver Ubaldini (* 29. Dezember 1936 in Buenos Aires; † 20. November 2006 ebenda) war ein argentinischer Gewerkschaftsfunktionär sowie Politiker der Peronistischen Partei.

## Leben
Ubaldini wurde in Mataderos, einem Stadtteil von Buenos Aires, als Sohn eines Metzgers und einer Näherin geboren. Als Arbeiter in der weiterverarbeitenden Industrie kam er bald in Kontakt mit Gewerkschaftsorganisationen. 1969 nahm er eine Arbeit in einer kleinen Hefefabrik an und wurde 1972 Generalsekretär der kleinen Gewerkschaft der Bierindustriearbeiter (Federación Obrera Cervecera Argentina). Während der Zeit der Militärjunta wurde er dann 1979 zum Generalsekretär der Confederación General del Trabajo de la República Argentina (CGT), des Dachverbandes der Gewerkschaften, gewählt. In den folgenden Jahren war er innerhalb des Gewerkschaftsbundes Führer der sogenannten „Brasil-Fraktion“, die im Gegensatz zur sogenannten „Azopardo-Fraktion“ eine härtere und kritischere Haltung der Gewerkschaften gegenüber der Militärjunta verfolgte. In dieser Funktion führte er 1981 auch eine Demonstration von 10.000 Demonstranten gegen die Diktatur an, die der erste Massenprotest dieser Zeit war, und wurde anschließend verhaftet.
Nach der Rückkehr der Demokratie in Argentinien wurde er 1986 zum Vorsitzenden der CGT gewählt. In dieser Funktion führte er 13 Generalstreiks gegen die von Präsident Raúl Alfonsín geführte Regierung der Unión Cívica Radical. Daneben war er zeitweise auch Vizepräsident des sozialdemokratisch orientierten Internationalen Verbandes freier Gewerkschaftsorganisationen (Confederación Internacional de Organizaciones Sindicales Libres (CIOSL)).
Als mit Carlos Menem 1989 ein Politiker der Peronistischen Partei neuer Präsident wurde, ließ die Streikbereitschaft der CGT nach. Trotz seiner Unterstützung von Menem im Wahlkampf, wurde Ubaldini noch 1989 durch einen Gefolgsmann Menems als Vorsitzender der CGT ersetzt. In der Folgezeit war er daher Gegner der Wirtschaftsreformen Menems und weigerte sich das CGT-Gebäude zu verlassen.
1993 kandidierte er für das Amt des Gouverneurs der Provinz Buenos Aires. Allerdings erlitt er dabei eine schwere Niederlage gegen den engen Vertrauten Menems, Eduardo Duhalde. 1997 wurde er dann zum Mitglied der Abgeordnetenkammer (Honorable Cámara de Diputados de la Nación), wo er nach seiner Wiederwahl 2001 bis 2005 die Interessen der Provinz Buenos Aires vertrat und insbesondere die Ideen und Programme von Planungsminister Julio de Vido unterstützte. In dieser Zeit war er unter anderem Vorsitzender des Parlamentsausschusses für Arbeit und setzte sich dabei für eine Anhebung von Gehältern, Renten und Pensionen ein.

## Veröffentlichungen
- Una lucha con Causa. 1997. (Seite nicht mehr abrufbar, festgestellt im November 2024. Suche in Webarchiven)